# IC 4771
IC 4771 — галактика типу Sc (компактна спіральна галактика) у сузір'ї Павич.
Цей об'єкт міститься в оригінальній редакції індексного каталогу.